# 今泉忠明
今泉忠明（1944年—），日本生物学家与作家。出身于日本东京的一个生物学家家庭。毕业于日本东京水产大学。后于日本上野动物园担任解说员。曾担任日本猫科动物研究所所长等职务。他的著述甚丰，影响深远。